# Corpo de Bombeiros da Brigada Militar do Estado do Rio Grande do Sul
O Corpo de Bombeiros Militar do Rio Grande do Sul (CBMRS) é uma Corporação cuja missão primordial consiste na execução de atividades de prevenção e o combate de incêndios, ações de buscas e salvamentos, as ações de defesa civil e de polícia judiciária militar.
Atua como Força Auxiliar e Reserva do Exército Brasileiro, e integra o Sistema de Segurança Pública e Defesa Social do Brasil. Seus integrantes são denominados Militares dos Estados pela Constituição Federal de 1988, assim como os membros da Brigada Militar do Rio Grande do Sul.

## Histórico
1º de março de 1895 é a data oficial da criação do primeiro corpo de bombeiros de Porto Alegre e, logicamente, do estado do Rio Grande do Sul, denominado na época de “Companhia de Bombeiros de Porto Alegre”, com características militares, veículos movidos à tração animal e administrada pelo próprio município. Para sua manutenção, a administração pública municipal cobrava uma taxa, juntamente com os impostos do comércio, da indústria e dos proprietários de imóveis, além de auxílio da intendência municipal e das companhias seguradoras contra o fogo. Contava em seu início com um efetivo de 17 homens, hoje chamados de “dezessete legendários bombeiros”.
Estruturava-se em "1ª Seção de Incêndio", localizada na Rua Jerônimo Coelho, e "2ª Seção de Incêndio", localizada na Praça Rui Barbosa, ambos em Porto Alegre. Seu primeiro comandante foi o Norberto Garrido da Silva, nascido em Portugal, em 04 de abril de 1843 e falecido em Porto Alegre, em 08 maio de 1911, sendo enterrado no cemitério da Santa Casa de Misericórdia, na atual Avenida Azenha.
Em 27 de junho de 1935, o general José Antônio Flores da Cunha, interventor do Estado, assinou um decreto transferindo o Corpo de Bombeiros Particular de Porto Alegre para a Brigada Militar, condição que permaneceu pelas próximas décadas.
Ao longo dos anos a Corporação passou por diversas modificações até atingir o estágio atual e recebeu as seguintes denominações:
– Companhia de Bombeiros de Porto Alegre (de 1895 a 1935);
– Corpo de Bombeiros de Porto Alegre (de 1935 a 1969);
– 1º Batalhão de Bombeiros (em 1970);
– 1º Grupamento de Incêndio (em 1974);
– 1º Grupamento de Combate a Incêndio (em 1990);
– 1º Comando Regional de Bombeiros (em 2004).
No dia 17 de junho de 2014, a Assembleia Legislativa do Estado do Rio Grande do Sul votou em segundo turno o Projeto de Emenda à Constituição estadual – PEC 232/2014, que visava a desvinculação do Corpo de Bombeiros da Brigada Militar. Este dia memorável, ficou na lembrança de todos aqueles que são verdadeiramente bombeiros e pensam no bem maior da população gaúcha. Dos cinquenta deputados presentes, quarenta e nove foram a favor da proposta apresentada pelo Poder Executivo que fora anteriormente fomentada pelo Deputado Pedro Pereira. Esta conquista, iniciada em 1935, passou por diversos momentos na história e com certeza muitas vozes uniram-se para alcançar este objetivo.
A partir de então, o povo gaúcho conta com seu próprio Corpo de Bombeiros Militar, com independência total.

## Estrutura Operacional atual do Corpo de Bombeiros Militar do Rio Grande do Sul (CBMRS)

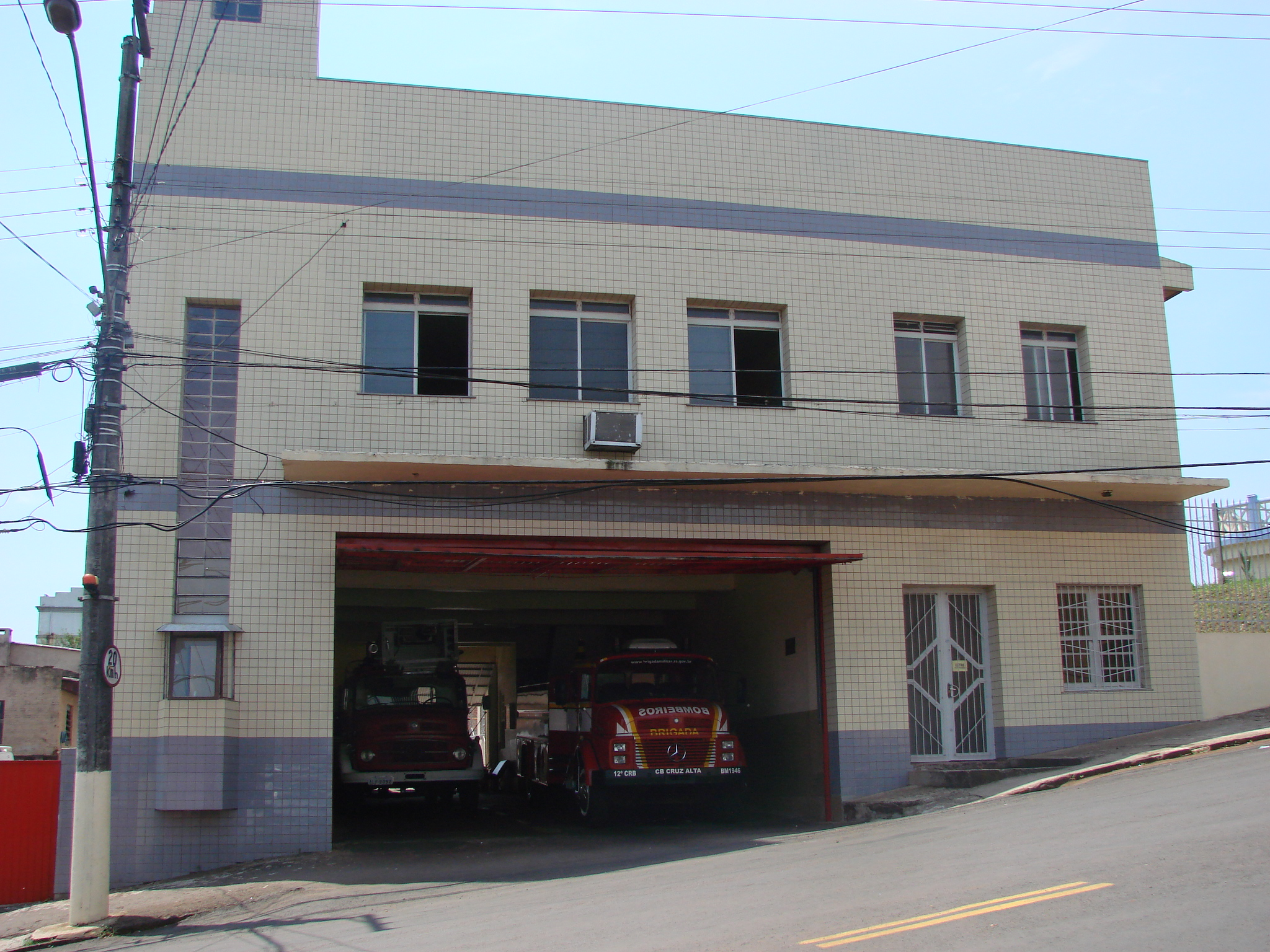
Posto de Bombeiros do 12° BBM - Cruz Alta

- 1º Comando Regional de Bombeiros - 1º CRBM: 1° Batalhão de Bombeiro Militar - 1º BBM | Porto Alegre; 8° Batalhão de Bombeiro Militar - 8º BBM | Canoas; 9° Batalhão de Bombeiro Militar - 9º BBM | Tramandaí.
- 2º Comando Regional de Bombeiros - 2º CRBM: 2° Batalhão de Bombeiro Militar - 2º BBM | São Leopoldo; 5° Batalhão de Bombeiro Militar - 5º BBM | Caxias do Sul; 7° Batalhão de Bombeiro Militar - 7º BBM | Passo Fundo.
- 3º Comando Regional de Bombeiros - 3º CRBM: 3° Batalhão de Bombeiro Militar - 3º BBM | Rio Grande; 10° Batalhão de Bombeiro Militar - 10º BBM |Santana do Livramento; 13° Batalhão de Bombeiro Militar - 13º BBM | Uruguaiana.
- 4º Comando Regional de Bombeiros - 4º CRBM: 4° Batalhão de Bombeiro Militar - 4º BBM | Santa Maria; 6° Batalhão de Bombeiro Militar - 6º BBM | Santa Cruz do Sul; 11° Batalhão de Bombeiro Militar - 11º BBM | Santo Ângelo; 12° Batalhão de Bombeiro Militar - 12º BBM | Ijuí.
- Batalhão de Busca e Salvamento - BBS |  abrangência estadual.
- Batalhão Especial de Segurança Contra Incêndio - BESCI | abrangência estadual.

## Viaturas

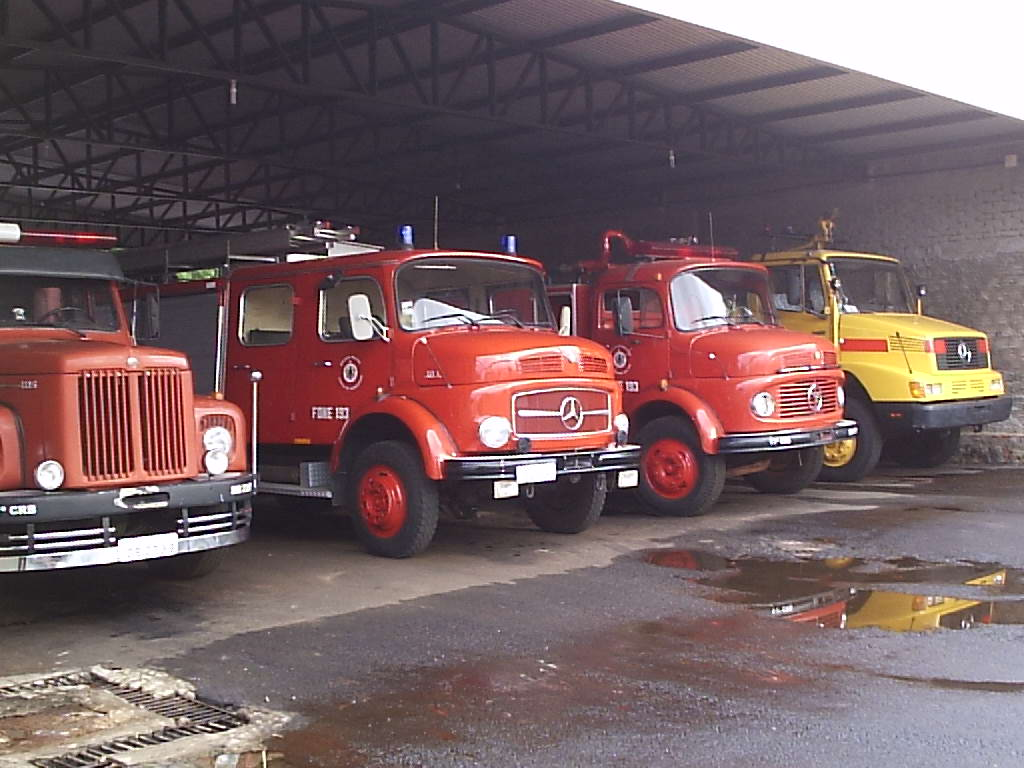
11° BBM                     - Santo Ângelo
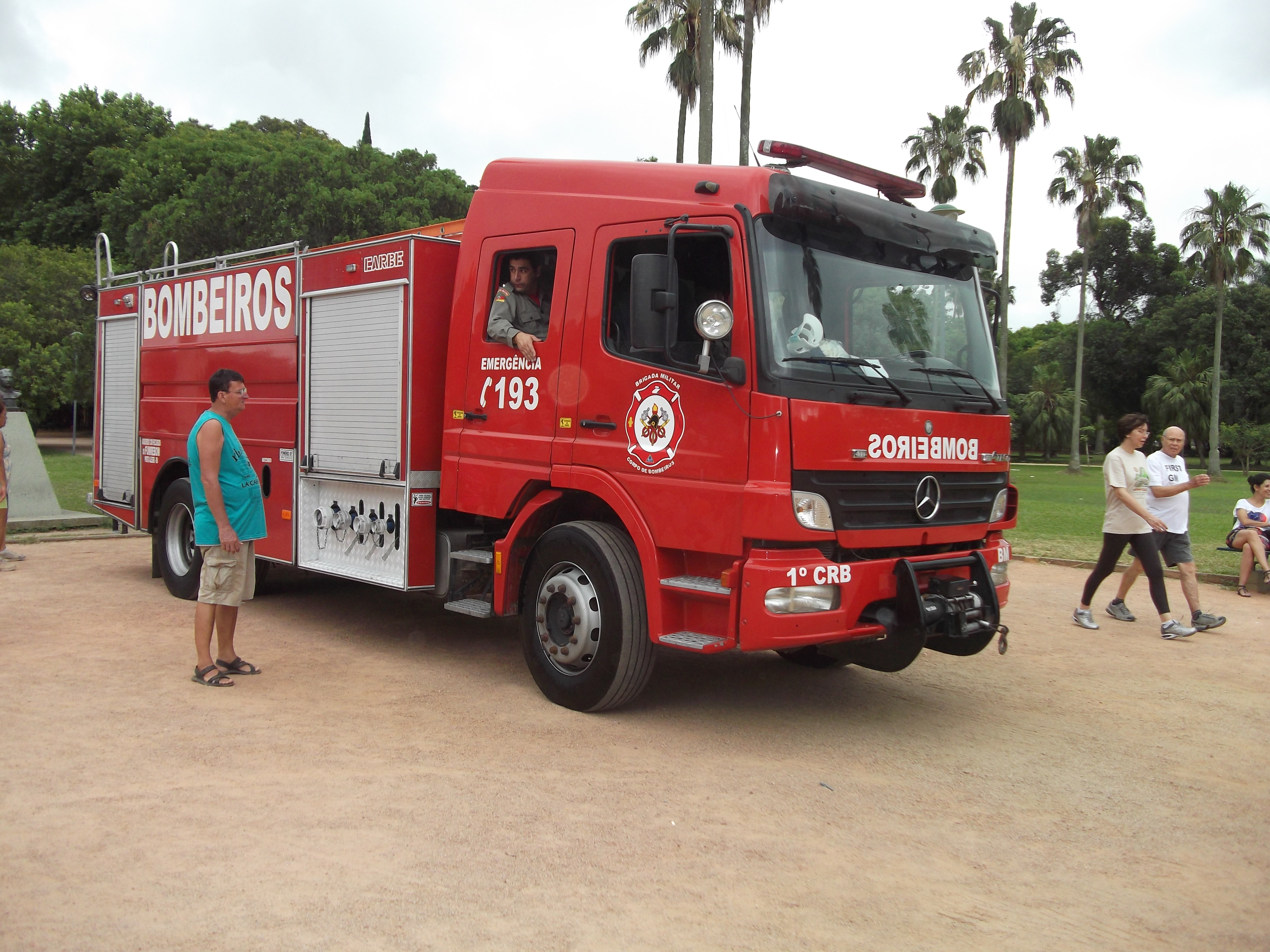
Caminhão em exposição no Parque da Redenção, Porto Alegre.
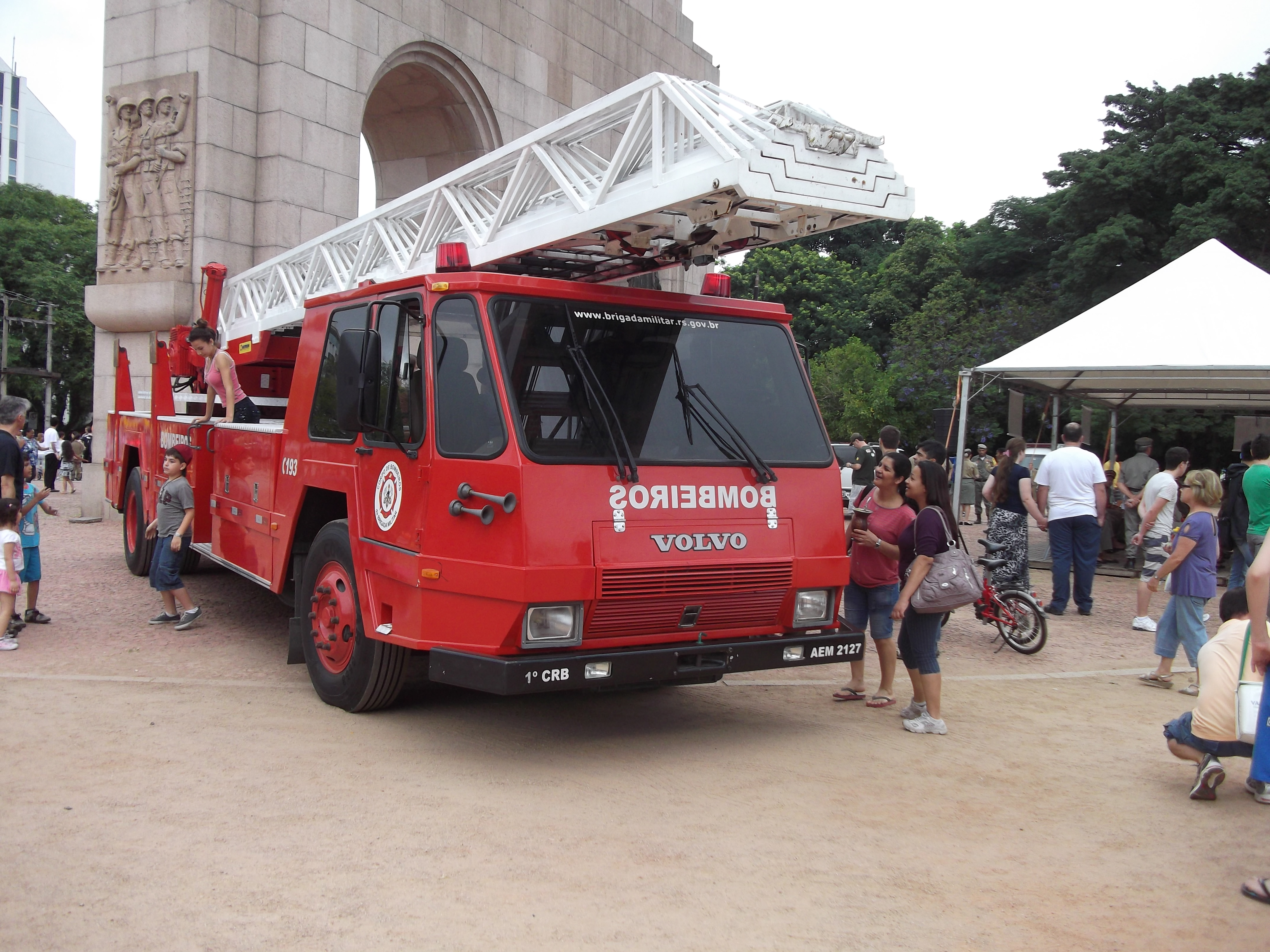
Caminhão com escada giratória em exposição no Parque da Redenção, Porto Alegre.
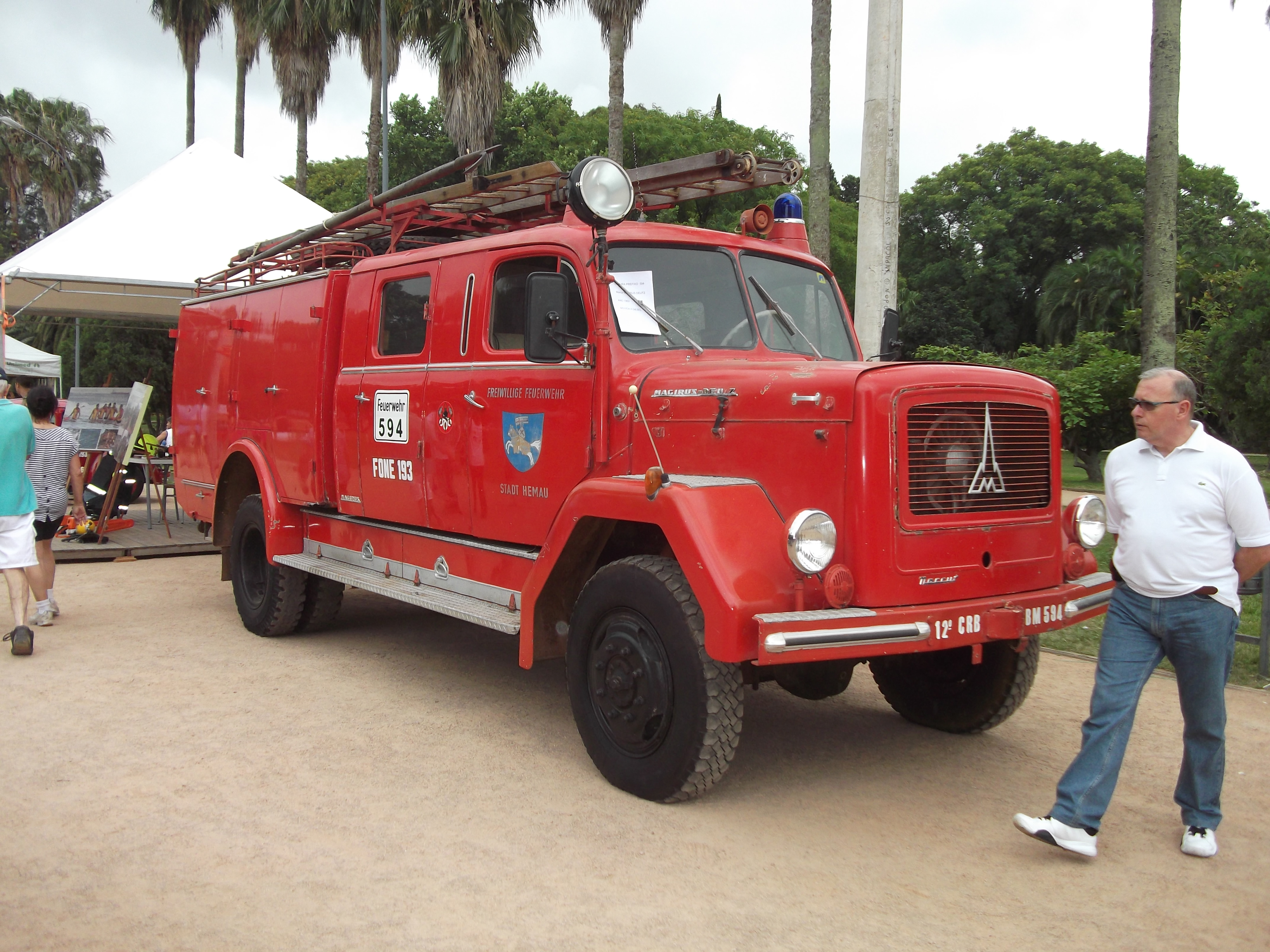
Antigo caminhão Magirus Deutz (ano 1963) em exposição no Parque da Redenção, Porto Alegre.

## Incêndios históricos
Os incêndios históricos no estado incluem:
- Incêndio no ônibus da Vila Floresta em 1960
- Incêndio no depósito de fogos de artifício Fulgor em 1971
- Incêndio nas Lojas Renner em 1976
- Incêndio no Estaleiro Só em 1978
- Incêndio nas Lojas Americanas em 1978
- Incêndio na creche Casinha da Emília em 2000
- Incêndio na boate Kiss
- Incêndio na Secretaria de Segurança Pública do Rio Grande do Sul em 2021